# Aéroport d’Angling Lake-Wapekeka
L'aéroport d’Angling Lake-Wapekeka est un aéroport situé en Ontario, au Canada.